# Tomografia computerizzata cone beam
La tomografia computerizzata cone beam (in inglese Cone beam computed tomography, CBCT) o  tomografia computerizzata a fascio conico è una tecnica di imaging biomedico in cui una tomografia computerizzata viene realizzata mediante dei fasci di raggi X a forma di cono.
La CT cone beam è diventata sempre più importante nella pianificazione del trattamento e nella diagnosi dell'implantologia e in particolare è indispensabile nelle tecniche di implantologia computer assistita. Questa tecnologia viene sempre più impiegata anche in altri campi dell'odontoiatria, come ad esempio l'endodonzia e l'ortodonzia. Oltre all'utilizzo in ambito odontoiatrico e maxillo-facciale, trova utilizzo anche nelle procedure angiografiche, di radiologia interventistica e per la radioterapia immagine-guidata (IGRT). Vi sono dei primi accenni per l'utilizzo in campo osteoarticolare e veterinario.
Durante una scansione cone beam, lo scanner ruota attorno alla testa del paziente, ottenendo fino a quasi 600 immagini distinte. Il software raccoglie i dati e ricostruisce le immagini, producendo un volume digitale composto da voxel di dimensione isotropica dei dati anatomici acquisiti, che possono poi essere "ricostruiti" con software appropriati.

## Storia

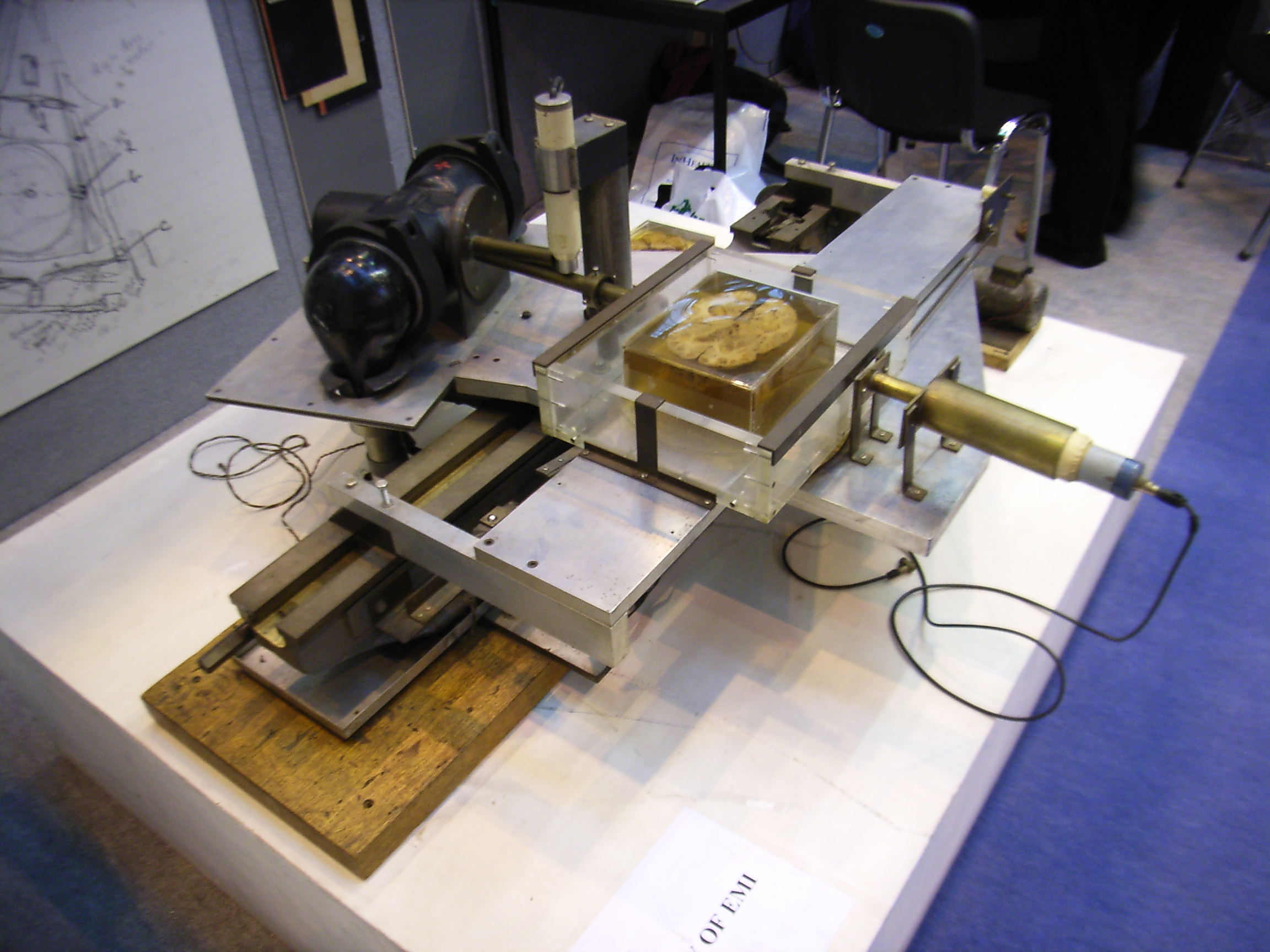
Prototipo del primo dispositivo che usava la tecnologia della tomografia computerizzata realizzato da Sir Godfrey Hounsfield

L'introduzione delle radiografie panoramiche all'inizio degli anni '60 e la loro rapida diffusione ha permesso ai clinici di avere in una singola immagine tutte le strutture maxillofacciali. Questa tecnica diagnostica rimase per molti anni lo standard di riferimento per la radiologia odontoiatrica. Nel 1967 Sir Godfrey Hounsfield, un ingegnere della EMI, realizzò il primo prototipo di tomografo computerizzato, che gli avrebbe valso il premio Nobel per la Medicina nel 1979. I lavori di Hounsfield si concretizzarono nel 1972 quando il primo tomografo assiale computerizzato (TAC) venne immesso nel mercato. La metodica poté evolversi in tempi brevi, con l'introduzione di sistemi definiti di “seconda” (nel 1975), di “terza” e di ”quarta generazione” (entrambi nel 1976). Nel 1978 alla Mayo Clinic venne installato il primo scanner tomografico 3D volumetrico con tecnica Dynamic Spatial Reconstructor.
Nel frattempo la ricerca si stava concentrando sullo sviluppo di sistemi simili, ma sostanzialmente dotati di un fascio radiante di forma conica, invece che uno a pennello come nei tomografi TC.
Questa nuova tecnologia avrebbe preso il nome di Cone Beam Computed Tomography – CBCT. I primi problemi che i ricercatori dovettero superare si concentrarono sull'ottenimento di una soddisfacente risoluzione di contrasto e spaziale, obiettivi che in una tecnologia così giovane non erano ancora stati raggiunti. Il primo tomografo CBCT introdotto nella pratica clinica fu sviluppato per l'angiografia dalla Mayo Clinic nel 1982. Questo sistema consisteva in un arco a C, dotato di un intensificatore di immagine, utilizzabile nelle procedure angiografiche. Nel 1992 iniziarono i primi esperimenti nell'introduzione della CBCT come simulatore per la pianificazione della radioterapia. Successivamente un sistema CBCT, installato dentro un gantry, fu sviluppato presso la divisione francese della General Electric Medical Systems. Questo sistema era pensato per il vascolare e vantava un sistema software per la sottrazione digitale delle immagini. Più tardi due ricercatori, Jaffy e Siewerdsen, del dipartimento di radioterapia del “William Beaumont Hospital” (Michigan – USA), svilupparono un sistema CBCT per la guida dei trattamenti radioterapici basato su un rilevatore flat panel realizzato con silicio amorfo (a-Si:H).

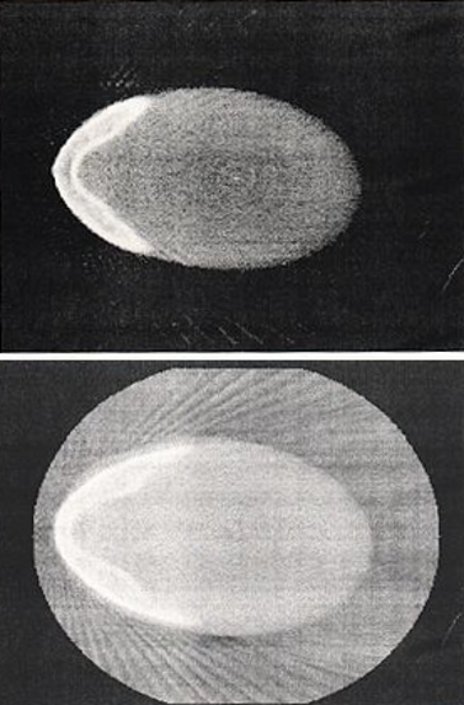
Prime scansioni assiali realizzate con tecnica CBCT presso QR di Verona.

Sebbene la tecnologia cone beam CT stesse progredendo velocemente e fosse impiegata in ambiti clinici sempre più numerosi, il suo vero potenziale era ancora ampiamente sottovalutato. Verso metà degli anni '90, dei ricercatori, appartenenti ai Dipartimenti di Fisica Medica e di Radiologia del Policlinico Universitario G.B Rossi di Verona, iniziarono a proporre l'utilizzo della CBCT in ambito dento-maxillo-facciale.
Le loro ricerche furono pubblicate nel 1998 e culminarono con l'immissione nel mercato di un prodotto dedicato. L'applicazione di questa tecnologia nel campo dento-maxillo-facciale ebbe fin da subito un ottimo riscontro: se confrontata con i tradizionali scanner tomografici TAC, la relativa economicità e ingombro dell'apparecchiatura CBCT, la crescente disponibilità di detettori flat panel sempre più efficienti, una dose minore di radiazioni somministrate al paziente e l'alta risoluzione spaziale ottenibile, furono le principali motivazioni di questo successo.
Nel 2000, l'apparecchiatura veronese fu la prima Cone Beam CT approvata dalla statunitense Food and Drug Administration (FDA) per l'uso in odontoiatria. A partire dall'anno successivo tali apparecchi furono introdotti nel mercato statunitense diventandone presto uno standard di riferimento. Nel maggio del 2000, la American Academy of Oral and Maxillofacial Radiology pubblicò una relazione sui criteri di selezione delle metodiche radiologiche utili nello studio preliminare dei pazienti deputati ad implantologia dentale, nella quale si raccomandava l'utilizzo di sistemi che offrissero informazioni anatomiche acquisite sui tre piani spaziali. Tali raccomandazioni sono state ribadite, nel 2012, in un documento di revisione, edito dalla stessa società, in cui si pone sempre maggior interesse verso la CBCT per la diagnosi in odontoiatria e come strumento indispensabile nella pianificazione pre-implantologica.
Grazie alle sue peculiarità, la CBCT è diventata una scelta naturale per l'imaging dento-maxillo-facciale. Queste stesse caratteristiche stanno introducendo tale tecnologia anche in altri settori. Già negli ultimi anni alcuni studi propongono la CBCT negli ambulatori di otorinolaringoiatria per lo studio dei seni mascellari e temporali. In un futuro già annunciato, l'integrazione della CBCT con sistemi di chirurgia guidata con le immagini sarà utilizzata per interventi di chirurgia endoscopica funzionale dei seni paranasali per il trattamento delle patologie disventilatorie naso-sinusali, sinusopatie acute complicate, sinusiti ricorrenti o rinosinusiti croniche con o senza poliposi naso-sinusale.
Ulteriori apparecchiature di imaging 3D basate su CBCT e nuove applicazioni cliniche sono in fase di sviluppo. Notevole interesse suscita l'uso della Cone Beam nello studio dell'orecchio interno e nel post-operatorio degli interventi di impianto cocleare, in quanto si possono sfruttare i vantaggi della poca dose radiante e della bassa suscettibilità agli artefatti metallici dell'impianto stesso, a cui la TAC è particolarmente sensibile. Si può già segnalare lo sviluppo e l'interesse raggiunto nella radiologia veterinaria.

## Principi tecnici

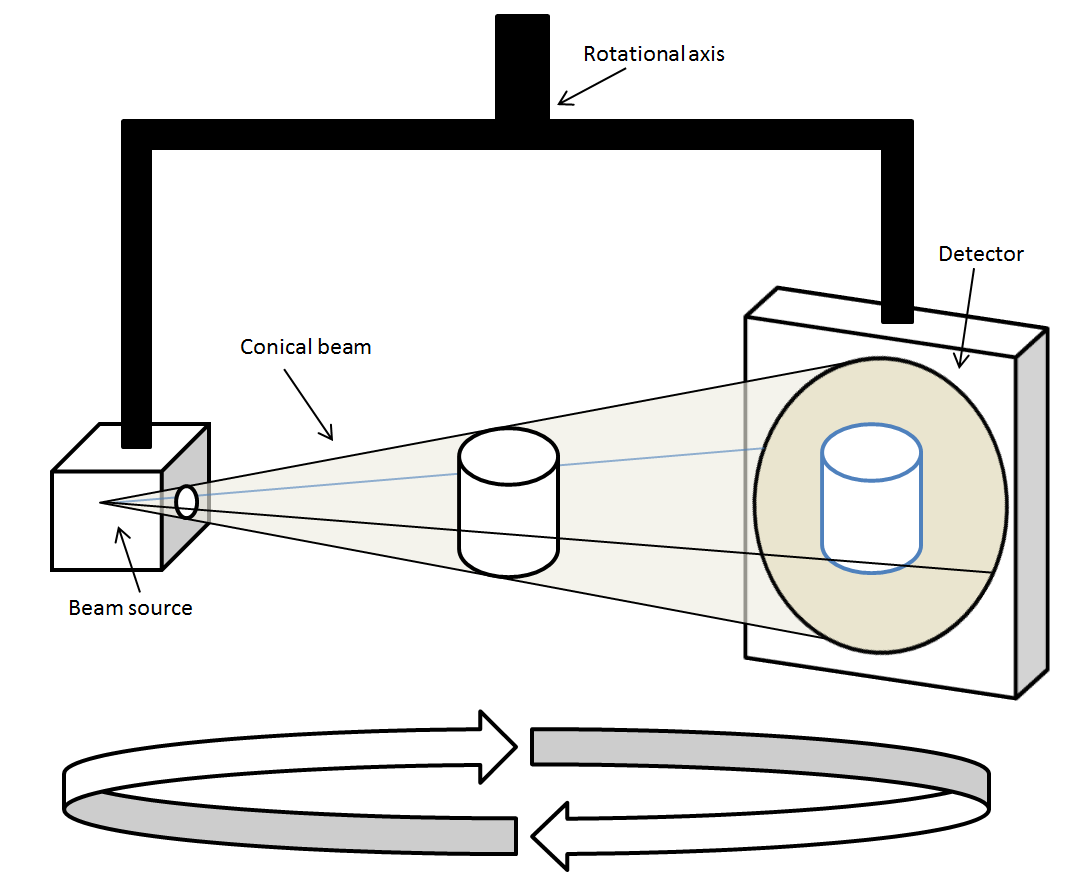
Principio di funzionamento di una CBCT

La Cone Beam Computed Tomography (CBCT) è una tecnologia di imaging radiologico che impiega una sorgente a raggi-X che compie un unico giro completo di 360° gradi (o di 180° in talune apparecchiature) intorno all'oggetto da esaminare, emettendo un fascio di forma conica o piramidale (da qui il nome “cone beam”). I raggi vengono acquisiti da un detettore bidimensionale (solitamente realizzato con tecnologia allo stato solido) posto dalla parte opposta dell'oggetto rispetto alla sorgente a raggi-X. Segue un processo di analisi e ricostruzione dei dati, al fine di ottenere una serie di immagini diagnosticamente valide su qualsiasi piano di osservazione. La sorgente può emettere una radiazione continua durante la scansione, oppure pulsata, come avviene nella maggior parte dei casi al fine di limitare la dose somministrata al paziente.
La particolarità di avere un fascio conico, invece che a “ventaglio” (fan-beam) come nei tomografi TC, permette ad ogni esposizione di coprire l'intero campo di vista (Field of view o FOV) e quindi in un unico giro, anziché in più giri a spirale, acquisire una serie immagini bidimensionali complete della parte anatomica in esame, nelle diverse proiezioni. Questa serie di immagini prende il nome di projection data. Il numero di immagini, o frame rate, è variabile e dipende dalle scelte dell'operatore e dalle caratteristiche del sistema: più immagini vengono acquisite, più si avrà una miglior qualità del risultato finale a scapito, tuttavia, di una maggior esposizione del paziente alle radiazioni ionizzanti. La serie di proiezioni acquisite verranno poi elaborate da un software che produrrà un set tridimensionale che servirà da base per successive rielaborazioni che porteranno alle ricostruzioni nei tre piani ortogonali (assiale, sagittale, coronale). Il risultato finale è un'immagine tridimensionale, composta da una serie di voxel la cui dimensione è corrispondente alla risoluzione spaziale ed è intrinsecamente correlata con la dimensione dei pixel del detettore. Solitamente la risoluzione è nell'ordine dei 0,09-0,4 mm. e questo determina la dimensione del voxel che generalmente assume la caratteristica di essere isotropico e questo permette di poter ricostruire l'immagine su ulteriori piani o realizzare modelli grafici tridimensionali.

### Generazione del fascio a raggi X

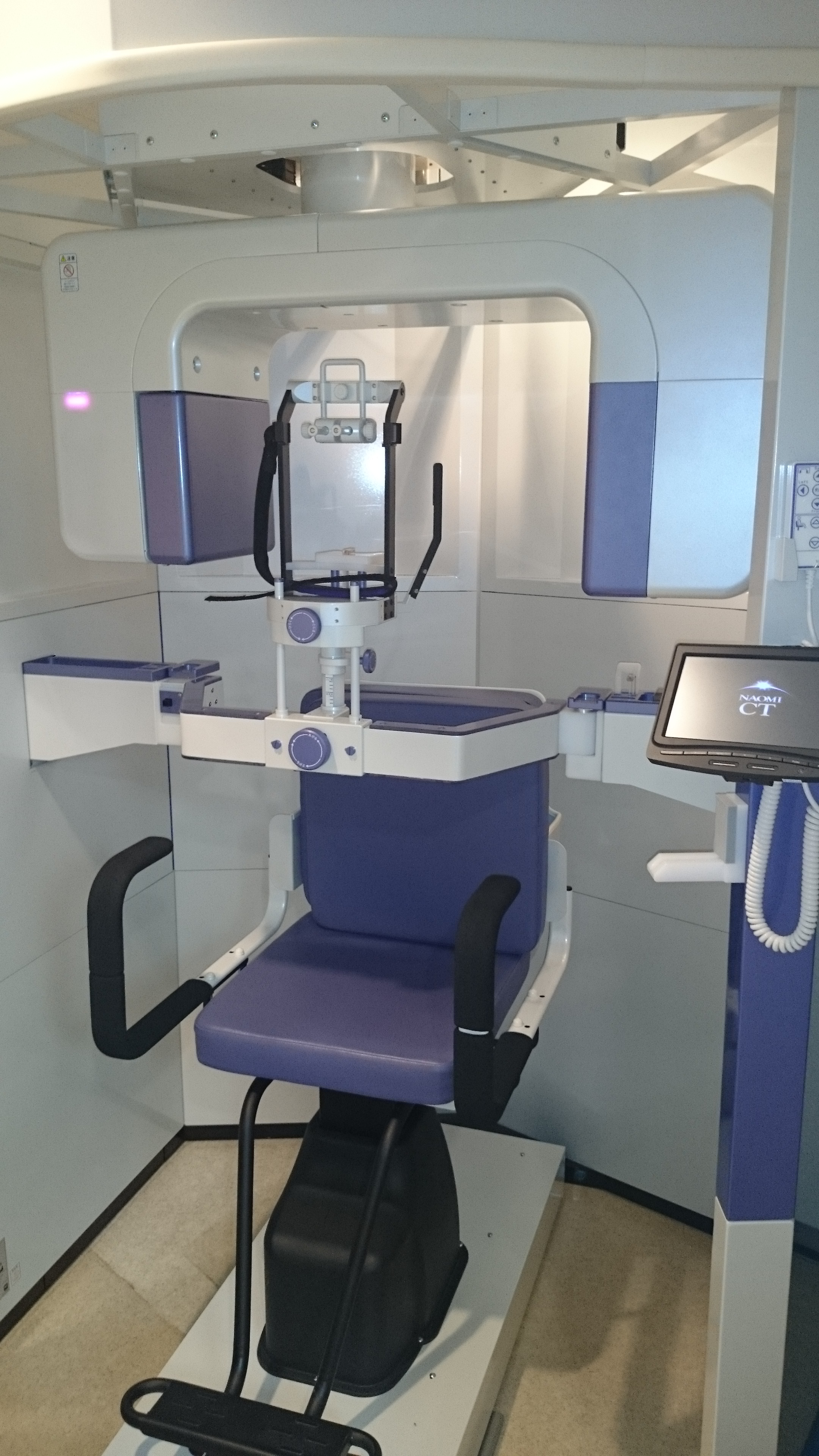
Una apparecchiatura CBCT utilizzata in ambito dento-maxillo-facciale.

La sorgente di raggi X in un sistema CBCT è costituita da un tubo radiogeno in grado di compiere un giro di 360° intorno alla parte anatomica di interesse. Caratteristica peculiare del fascio prodotto è la sua forma: conica o piramidale, in grado di proiettare istantaneamente l'intera parte anatomica di interesse sul detettore. Intuitivamente si può pensare che l'erogazione del fascio sia continua per tutto il percorso dell'esposizione. Tuttavia, per ragioni squisitamente legate alla riduzione di dose al paziente, l'erogazione avviene in maniera pulsata. In questo modo la durata dell'esposizione è inferiore alla durata totale della scansione.
L'ampiezza del cono o della piramide dipendono da specifiche caratteristiche costruttive della sorgente: disegno e focalizzazione del catodo, disegno e angolo anodico oltre che da appositi collimatori. Appositi filtri riducono lo spettro delle radiazioni emesse filtrando normalmente quelle a maggior lunghezza d'onda, meno penetranti (raggi X molli). L'intensità del fascio nel lato opposto al catodo può essere inferiore anche del 40% a causa dell'effetto anodico. Al 2015, la grande maggioranza dei modelli in commercio utilizza una tensione di 110 KV per alimentare il tubo radiogeno. Rispetto ai primi modelli sono invece diminuiti notevolmente i mA (milliAmpere) e i secondi di esposizione reale, quantificabili tra i 2 e i 7 secondi per i modelli più attenti alla dose somministrata al paziente.

### Dimensioni del campo di vista
Come già detto, il fascio conico tipico della CBCT è in grado di coprire tutto il Field of View (FOV), ovvero l'intera parte anatomica di interesse. Tuttavia è necessario che il FOV, per ragioni legate alla minor dose di radiazioni da somministrare al paziente, sia dimensionato in base alle reali necessità cliniche del paziente in esame variando con opportuna collimazione l'ampiezza del cono emesso. Per questo motivo, la maggior parte delle apparecchiature CBCT sono in grado di operare con FOV di dimensioni diverse, impostati dall'operatore; per esempio per un esame che necessiti solo di un'indagine di una singola regione Dento-alveolare o dell'articolazione temporo-mandibolare sarà sufficiente un campo di vista inferiore ai 5 cm, per una mascella o mandibola tra i 5 cm e i 7 cm, mentre per l'intera regione cranio-facciale si dovrà avere un FOV superiore ai 15 cm.
Per via dell'alto costo rappresentato dai detettori flat panel di grandi dimensioni, è difficile poter disporre di FOV maggiori con la tecnologia CBCT. Per ovviare a questo limite, alcune apparecchiature, dispongono di un sistema software in grado di ricostruire l'immagine congiungendo (matching) quelle ottenute con due giri del tubo radiogeno e quindi circa raddoppiando il FOV massimo disponibile.

### Acquisizione dell'immagine
I modelli di CBCT presenti sul mercato, possono essere divisi in due gruppi, a seconda della tecnologia su cui è basato il loro detettore: un tubo intensificatore di immagine accoppiato con un dispositivo ad accoppiamento di carica (IIT/CCD), oppure a tecnologia flat panel.
La configurazione IIT/CCD (image intensifier tube/charge-coupled devices), consiste in un intensificatore di immagine, normalmente un tubo a vuoto, accoppiato ad un circuito formato da una fila, o da una griglia, di elementi semiconduttori in grado di accumulare una carica elettrica proporzionale all'intensità della radiazione elettromagnetica che li colpisce. Quando il dispositivo riceve un impulso, in questo caso sotto forma di radiazione X, il tubo a vuoto converte la radiazione in fotoni e li moltiplica proiettandoli sulla superficie del CCD. Si ottiene in uscita un segnale elettrico grazie al quale è possibile ricostruire la matrice dei pixel che compongono l'immagine anche con livelli di radiazione relativamente bassi.
Il detettore flat panel diretto consiste invece in uno scintillatore (realizzato in selenio amorfo, in tellurito di cadmio o ioduro di mercurio) che converte il fotone della radiazione X in elettrone consentendo l'acquisizione e ricostruzione dell'immagine. Questa tecnologia comporta problemi di stabilità e memoria risultando inadeguata per l'acquisizione di immagini real-time.
Il detettore flat panel indiretto consiste in uno scintillatore (realizzato normalmente in ossido di gadolinio o ioduro di cesio) che converte la radiazione X in fotoni concentrati con una matrice di lenti sul fotosensore, composto normalmente da un CCD.
I detettori a flat panel indiretti garantiscono performance e risultati qualitativamente maggiori rispetto alla tecnologia IIT/CCD. Gli intensificatori di immagine possono creare distorsioni geometriche, dovute al percorso degli elettroni all'interno del tubo, che devono essere corrette dai software di post-processing. Diversamente, i rilevatori flat panel non sono suscettibili a questo problema. Tuttavia, quest'ultimi presentano alcune limitazioni dovute alla non sempre perfetta linearità in risposta allo spettro di radiazione incidente, alla non sempre ottimale uniformità dell'immagine e alla possibile presenza dei cosiddetti “bad pixel”. Questi difetti sono comunque riducibili grazie all'esecuzione di frequenti calibrazioni della macchina e all'aiuto di software che correggono la linearità e la presenza di bad pixel.
Durante la scansione vengono acquisite immagini bidimensionali, chiamate frame, che insieme andranno a formare la projection data. Il numero totale delle immagini è determinato dal frame rate, ovvero il numero di proiezioni acquisite per secondo, moltiplicato poi per il tempo di scansione. Alcune apparecchiature permettono di settare manualmente il frame rate, per altre ciò avviene automaticamente calcolato dal software della macchina. Più proiezioni verranno acquisite, più si avranno maggiore qualità dell'immagine finale, maggiore risoluzione spaziale e minori artefatti da radiazione diffusa, in particolare a quelli dovuti alla presenza di oggetti metallici compresi nel FOV. Tuttavia, l'aumento del numero di proiezioni comporta un aumento proporzionale della dose di radiazione X somministrata al paziente.
La risoluzione finale dell'immagine dipenderà principalmente dalle dimensioni dei pixel del detettore dell'immagine, in qualunque tecnologia esso sia realizzato. Ciò a differenza delle TC tradizionali che dipende dallo spessore di fetta. Le dimensioni del pixel sono nell'ordine del centesimo di millimetro, generalmente in valori compresi tra i 0,09 e i 0,4 mm. L'acquisizione dell'immagine è generalmente controllata da un rivelatore automatico dell'esposizione (Automatic exposure control – AEC) in grado di selezionare autonomamente l'intensità del fascio radiante in base alle fattezze del paziente e di cambiarlo durante l'acquisizione.

### Ricostruzione dell'immagine
Una volta acquisiti i dati delle proiezioni (dati grezzi o raw data), è necessario passare ad una ricostruzione dell'immagine utilizzando dei software dedicati. Il problema matematico della ricostruzione di un'immagine a partire dalle sue proiezioni è ben noto da diversi anni e molte tecniche sono state proposte ed utilizzate. Si possono trovare metodologie basate sul calcolo algebrico, sulle trasformate integrali o su calcoli statistici, ma il metodo più comunemente usato dai software implementati nelle apparecchiature CBCT fa uso di una trasformata integrale, conosciuta come “antitrasformata di Radon”, a cui viene applicato un processo, sempre matematico, di filtrazione. Tale metodologia prende il nome di “algoritmo di retroproiezione filtrata”: in esso si afferma che, avendo a disposizione un numero infinito di proiezioni monodimensionali di un oggetto, acquisite da diverse e infinite angolature, si può risalire alla forma esatta dell'oggetto studiato.
L'antitrasformata di Radon è:
{\displaystyle [f(x,y)]={\frac {1}{2\pi }}\int _{-\infty }^{\infty }{\frac {d}{dy}}{\mathcal {H}}[{\mathcal {U}}(m,y-mx)]dm}
dove H è la trasformata di Hilbert.
Tuttavia il teorema appena enunciato (teorema della proiezione), sperimentalmente mostra dei limiti dovuti alla presenza di “rumore” (un segnale stocastico che si somma nei casi reali al segnale acquisito), che rende i risultati di tale elaborazione alquanto instabili, per questo motivo è necessario operare un filtraggio di convoluzione sui dati ottenuti, al fine di poter ottenere una ricostruzione di ottima qualità. Al termine della ricostruzione di una scansione CBCT il software avrà digitalizzato circa 400 immagini assiali che andranno a costituire le fette, dello spessore variabile tra i 0,1 e i 0,5 mm, del volume complessivo della porzione anatomica in esame. L'immagine sarà poi virtualmente scomposta in voxel (volumetric picture element), l'analogo tridimensionale del pixel. Molte apparecchiature CBCT fanno ricorso a voxel isotropici, cioè con i lati di uguale dimensione, permettendo così di rielaborare l'immagine in post-processing su qualsiasi piano dello spazio, fino a realizzare ricostruzioni tridimensionali della struttura acquisita.

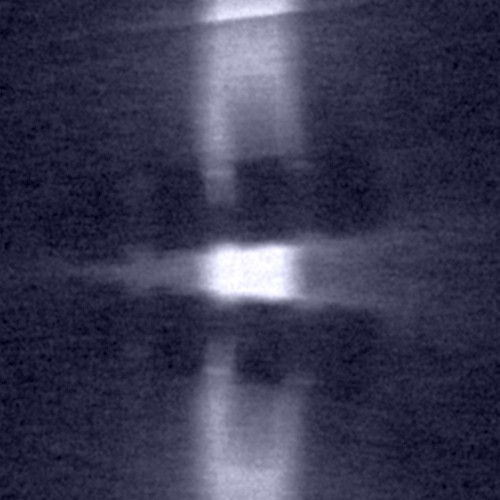
Singola immagine campionata (rumorosa)
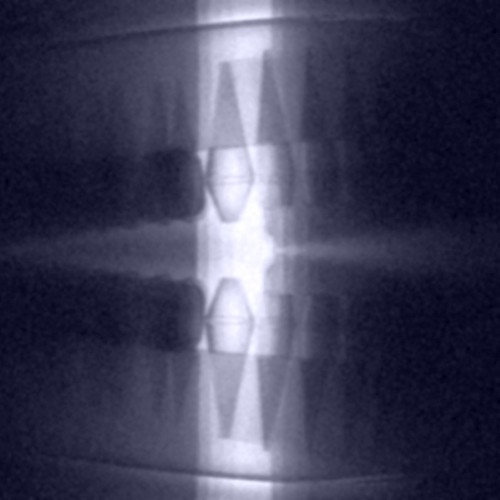
Diversi campioni in sovrapposizione
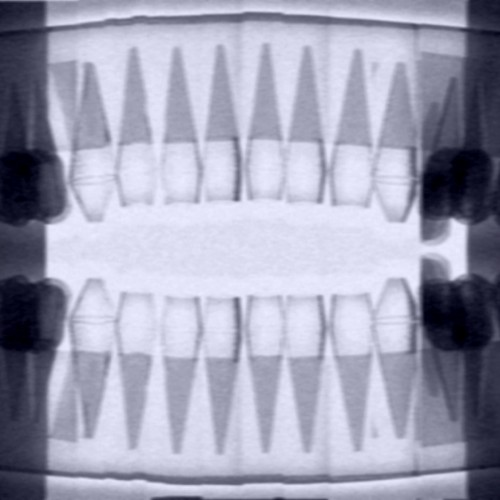
Immagini unite a formare una panoramica
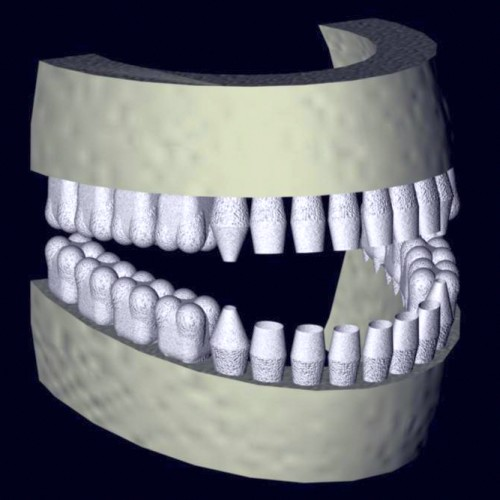
Ricostruzione algoritmica

### Visualizzazione e archiviazioni delle immagini
L'indiscusso vantaggio della Cone Beam CT, a confronto con la tradizionale ortopantomografia, è la grande quantità di modi in cui il diagnosta è in grado di visualizzare le immagini acquisite. Il risultato finale dell'acquisizione è un data set volumetrico composto da voxel, nella maggior parte dei casi isotropici: a ogni singolo voxel è assegnato un valore in bit che codifica per una certa densità della regione anatomica rappresentata e a cui corrisponderà una gradazione cromatica sull'immagine visualizzata.
La tecnica più comune per realizzare questa ricostruzione è la SSD, Smooth Signed Distance, che consiste nello stabilire un
valore massimo e minimo sui valori dei voxel, in modo da comprendere solo quelli relativi al tessuto che si vuole visualizzare e quindi escludere tutti gli altri, infine il software aggiunge algoritmi di ombreggiatura e di luce, oltre a falsi colori, per rendere la ricostruzione il più realistica possibile.  La ricostruzione tridimensionale trova una grande utilità nello studio preimplantologico per lo studio del decorso del nervo mandibolare, nello studio della patologia peridentaria, nell'analisi dei denti inclusi, in traumatologia e nella chirurgia maxillo-facciale.
Un'altra modalità di visualizzazione permessa dalla CBCT e realizzata attraverso software è la Multi Planar Reformation (MPR). Questa tecnica permette di ricostruire e visualizzare la parte anatomica esaminata sia sui tre classici piani (sagittale, coronale e assiale) sia su altri piani trasversali, ciò permette al diagnosta una visione di insieme e la possibilità di orientarsi su eventuali altri piani anatomicamente significativi. Infine, i dati acquisiti con la CBCT sono rielaborabili secondo i protocolli dentascan, al fine di ottenere le immagini sui piani caratteristici di questa tipologia di esami, ovvero le cosiddette panoramex (o similpanoramiche) e le cross.
I software di gestione delle immagini, oltre a permettere il post-processing e la visualizzazione, consentono di archiviare o esportare le immagini su svariati supporti: cartaceo, CD/DVD, email o altri dispositivi digitali. Il formato dei file è solitamente il DICOM (Digital Imaging and Communications in Medicine), uno standard mondiale che permette l'esportazione delle immagini verso un vasto numero
di software indipendenti.

### Il problema delle unità Hounsfield e scala di grigi
Un limite della cone beam rispetto alla TC tradizionale riguarda la determinazione delle densità dei tessuti analizzati. Negli esami TC vengono utilizzate le cosiddette "Unità Hounsfield" (UH): si tratta di numeri che variano all'interno di una scala (la Scala Hounsfield), partendo da valori negativi che rappresentano l'aria, fino a valori intorno a +1600 circa per quanto riguarda l'osso denso. Questa scala risulta molto importante, in particolare per l'implantologia al fine della determinazione della densità ossea così da permettere di valutare le probabilità di successo dell'impianto.
La tecnologia cone beam CT per il minor rapporto segnale/rumore, per la necessità di eliminare alcuni artefatti modificando l'intensità del segnale, oltre che per le dimensioni e forma del fascio, anche se può fornire una scala di grigi particolarmente ampia (12 bit corrispondono a 4096 livelli di grigio) non può fornire una correlazione tra i livelli di grigio e valori assoluti di densità dei tessuti. A seconda della densità del tessuto in esame corrisponderà un livello di grigio, tuttavia la posizione del tessuto analizzato all'interno del fascio conico va a incidere sulla determinazione di questo valore, rendendo così non univoco il rapporto tra densità e colore rappresentato, contrariamente a quello che avviene nella TC tradizionale con la scala Hounsfield. Per ovviare a ciò, si è tentato di realizzare una classificazione che sia indicativa della qualità dell'osso a seconda del range di grigi che lo rappresenta; in realtà l'utilizzo di queste scale non ha avuto ancora risultati efficaci.
Nel 2010 è stato pubblicato uno studio in cui si è tentato, con discreti risultati, di stabilire una correlazione tra valori in scala di grigi CBCT e valori Hounsfield. La ricerca è attualmente in corso per perfezionare questo metodo in vivo.

## Utilizzo in diagnostica dento-maxillo facciale

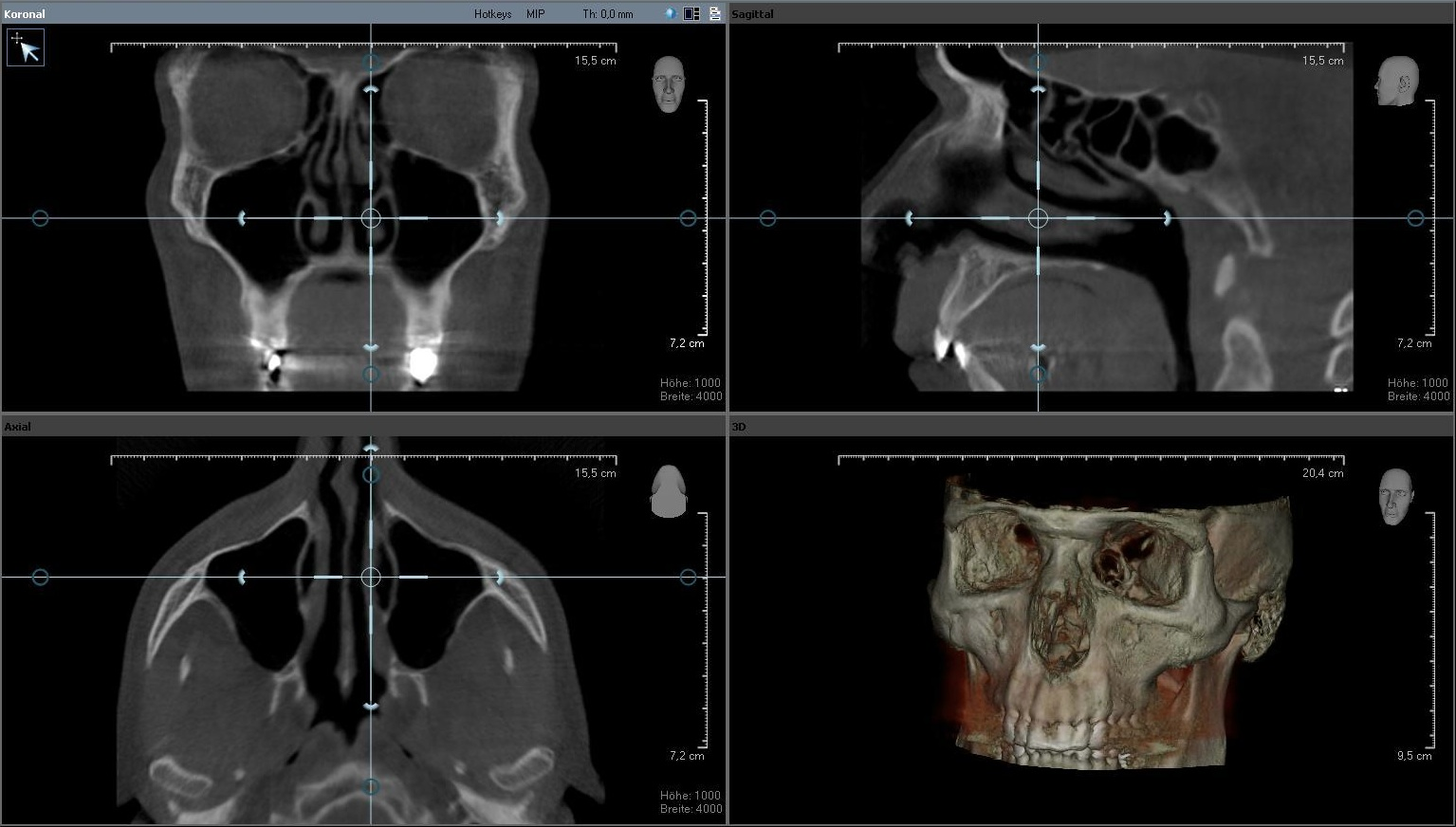
Immagini dello splancnocranio ottenute tramite CBCT. Si notino le ricostruzioni sui piani assiale, sagittale e coronale.

Nonostante fino ai primi decenni dalla messa a punto della tecnologia cone beam essa fosse utilizzata in molti ambiti clinici (angiografia, radioterapia,...) la disciplina radiologica che ne ha decretato il maggior successo è quella relativa al distretto dento-maxillo-facciale. La relativa economicità dell'apparecchiatura, la possibilità di installazione in piccoli studi medici, l'alta risoluzione spaziale, la possibilità di ricostruire l'immagine sui tre piani dello spazio e su sezioni trasversali e la non eccessiva dose di radiazione somministrata ai pazienti, hanno fatto sì che il suo impiego sia, in determinati casi, uno standard della pratica comune.
La CBCT ha rivoluzionato la diagnostica odontoiatrica, fornendo uno strumento in grado di dare informazioni altrimenti difficilmente ottenibili con gli strumenti convenzionali (ortopantomografia, radiografia intraorale, cefalometria, ecc.) con una dose di radiazioni non eccessiva. Grazie a questa tecnologia si ha la possibilità di ottenere misure molto precise dell'anatomia del paziente, di visualizzare con estrema precisione e senza sovrapposizioni le varie strutture e i loro rapporti e poter studiare radici e denti sui vari piani e in sezione. I campi di applicazione sono vasti e in continua evoluzione: tra di essi possiamo citare lo studio delle patologie mascellari (come cisti, tumori, lesioni), lo studio dei seni paranasali e dei componenti ossei dell'articolazione temporo-mandibolare, la valutazione dei traumi facciali, la pianificazione e la valutazione degli impianti e dei trattamenti ortodontici. Tuttavia, ad oggi, non esistono delle linee guida ben definite e accettate internazionalmente che identifichino inequivocabilmente quali casi possano trarre beneficio e quali no dall'impiego di questa tecnologia.

### Studio della articolazione temporo-mandibolare

L'articolazione temporo-mandibolare, la CBCT è molto utile per il suo studio.

Le articolazioni temporo-mandibolari (ATM) sono spesso oggetto di indagine nei pazienti che lamentano, in questa regione, dolore o problemi funzionali. Spesso di ricorrere, dunque, all'imaging per valutare alterazioni patologiche, quali la formazione di osteofiti, la presenza di erosione, di fratture, di anchilosi o altre anomalie dello sviluppo, nonché per studiare la posizione del condilo mandibolare, sia a bocca chiusa che aperta. Con le convenzionali tecniche radiologiche, la completa visualizzazione delle ATM risulta difficoltosa a causa della sovrapposizione dell'osso temporale. In particolare, l'ortopantomografia e la tomografia convenzionale possono condurre a risultati non soddisfacenti. Negli ultimi anni il ricorso alla la tomografia computerizzata e alla risonanza magnetica nucleare ha fornito immagini molto dettagliate, rispettivamente delle componenti ossee e del disco intrarticolare, tuttavia il costo elevato della risonanza magnetica rende proibitivo questo esame come approccio di routine e la tomografia computerizzata comporta una notevole esposizione alle radiazioni ionizzanti.
Alcuni studi, effettuati su campioni autoptici, hanno messo a confronto immagini ottenute con la CBCT rispetto a quelle realizzate con TC spirale, per la valutazione delle strutture ossee e le anomalie delle ATM: tale confronto ha mostrato che la cone beam avesse prodotto immagini di qualità superiore. Tuttavia, nella maggior parte dei casi, le anomalie ossee erano state rilevate con entrambe le modalità e si erano riscontrati pochi falsi positivi con la TC.

### Applicazioni nell'endodonzia

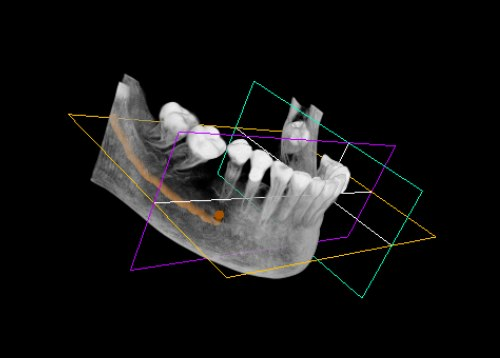
Una perfetta visualizzazione del canale radicolare e dei suoi rapporti anatomici, ottenuta tramite una scansione CBCT

Vi sono vasti potenziali benefici della CBCT nell'endodonzia: ad esempio, si è dimostrata significativamente più sensibile nella diagnosi di parodontite apicale rispetto alla radiografia convenzionale. Grazie ad uno studio che ha confrontato la prevalenza di questa patologia nei pazienti sottoposti a radiografia periapicale e CBCT, si è dimostrato che quest'ultima permetteva di rilevare le lesioni periapicali nel 62% dei casi in più rispetto alla radiografia. Questi risultati sono stati poi confermati in studi analoghi anche con campioni di popolazione dimensionalmente molto più grandi. La CBCT si dimostra molto utile anche nella valutazione anatomica e morfologica del canale radicolare non potendo, spesso, le radiografie convenzionali rivelare l'esatto numero di canali esistenti. La mancanza di identificazione dei canali accessori può influenzare negativamente l'esito del trattamento. Numerosi studi effettuato su modelli umani ex vivo hanno dimostrato la superiorità delle immagini CBCT rispetto alle altre metodiche convenzionali nel rilevare la presenza di canali supplementari; infatti le radiografie bidimensionali non sono riuscite a identificare almeno un canale radicolare in 4 denti esaminati su 10.
La capacità della CBCT di rilevare la distruzione ossea associata alla parodontite apicale prima che il danno sia evidente sulle radiografie convenzionali, è stata una scoperta incoraggiante. Il trattamento endodontico potrebbe avere risultati migliori se venisse eseguito con tempestività e prima che compaiano i segni radiografici convenzionali della malattia.
Inoltre, uno studio clinico effettuato su esseri umani, ha evidenziato un tasso di successo della terapia canalare dell'87% quando la valutazione post-trattamento era stata fatta tramite radiografia convenzionale, mentre quando vi è stata una valutazione tramite CBCT questo dato era sceso al 74%. Ciò dimostra che probabilmente molti casi di parodontite apicale ritenuti guariti e valutati tramite radiografie convenzionali, non fossero in realtà risolti appieno.

### Applicazioni in ortognatodonzia
L'ortognatodonzia è la branca della odontoiatria che si occupa di studiare le diverse anomalie della costituzione, sviluppo e posizione dei denti e delle ossa mascellari. L'intervento ortodontico ha come obiettivo la correzione del posizionamento dei denti e avviene in genere attraverso un apparecchio dentale
meccanico, mentre l'ortognatica interviene con un approccio chirurgico per riposizionare le arcate dentarie per una corretta occlusione.
La cone beam CT può essere di grande aiuto per la corretta pianificazione e nella valutazione in intinere dell'intervento. Tuttavia, la maggior parte della letteratura non la consiglia come esame di routine: una ortopantomografia e un esame cefalometrico sono tuttora il gold standard per iniziare il processo di valutazione del caso. Solo nel caso che questo primo approccio non fosse esplicativo della situazione, si può procedere ad un esame CBCT.
La CBCT appare invece un esame appropriato se si riscontrano complessità nell'anatomia del paziente o se fosse necessario studiare elementi dentari ritenuti, ectopici, sovrannumerari, per valutare la quantità di osso disponibile o quando vi può essere un coinvolgimento della articolazione temporo-mandibolare. Può essere utile anche per il follow-up ortodontico, tuttavia sempre limitatamente ai casi più complessi.
Nei casi complessi di interventi chirurgici ortognatici, il ricorso alla CBCT è quasi sempre ampiamente giustificato dalla necessità di pianificare l'operazione con dettagli anatomici il più precisi possibile. La realizzazione di modelli virtuali, ottenibili grazie a questa tecnologia, permette di simulare e testare le opzioni di trattamento, costruire innesti anatomicamente corretti e, in ultima analisi, avere un importante ausilio durante la procedura chirurgica. Il ricorso alla modellazione virtuale, tuttavia, non è ancora riconosciuta come una tecnologia completamente affidabile per la previsione ortognatica, sebbene il suo ricorso possa essere utile nel facilitare la comunicazione con il paziente nell'illustrargli il risultato che ci si aspetta dell'intervento.

### Implantologia computer assistita

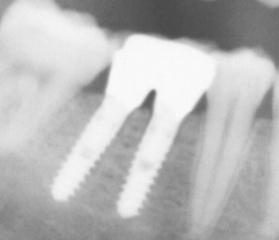
Una radiografia di due impianti in mandibola. Con questa tecnica radiologica non è possibile apprezzare i corretti rapporti anatomici a causa della bidimensionalità dell'immagine

Le immagini realizzate tramite CBCT permettono una visione da più prospettive e dunque una migliore visualizzazione degli impianti, senza sovrapposizioni anatomiche

Una scansione a fascio conico sull'arcata dentale offre preziose informazioni per quanto riguarda la valutazione e la progettazione degli impianti chirurgici. L'American Academy of Oral and Maxillofacial Radiology suggerisce la CBCT come il metodo d'elezione per la valutazione pre-chirurgica dei siti implantari.
Gli impianti sono per lo più dispositivi metallici (quasi sempre in titanio) inseriti nella mandibola e nella mascella che vanno con il tempo ad integrarsi nell'osso, attraverso un processo noto come osteointegrazione, e che poi successivamente supporteranno i denti artificiali. Per realizzare un impianto adeguato è necessario che il dentista specializzato scelga la sua dimensione e l'ottimale posizionamento, nonché l'inclinazione e i rapporti con le strutture vicine. Per ottenere ciò è necessaria una conoscenza precisa della altezza e della larghezza dell'osso alveolare (l'osso di sostegno dei denti) e la posizione delle strutture anatomiche adiacenti comprese le fosse nasali, i seni mascellari e il canale del nervo alveolare inferiore nella mandibola. La tecnologia cone beam CT, accompagnata da un software dedicato all'implantologia digitale, è in grado di fornire queste informazioni. Attualmente vi è un continuo sviluppo di software per favorire la pianificazione pre-operatoria di questi interventi. Tali software consentono all'operatore di valutare gli impianti di diverse dimensioni e posizionarli virtualmente a diverse angolazioni e vedere, sulle immagini ottenute tramite CBCT, il risultato su ciascun piano dello spazio desiderato. Ciò permette di scegliere le dimensioni ottimali dell'impianto e la sua posizione considerando le problematiche chirurgiche, anatomiche e protesiche.
Grazie a questi vantaggi, la tecnologia cone beam CT sta rapidamente sostituendo altre metodiche di imaging in questo settore. Immagini tomografiche ottenute tramite apparecchi a raggi-x convenzionali forniscono immagini ingrandite con spesso non sufficiente risoluzione spaziale e di contrasto; l'ortopantomografia e le radiografie endorali sono immagini bidimensionali e non danno informazioni circa i rapporti sui vari piani, oltre a risentire della problematica delle sovrapposizioni.
Le immagini DICOM, acquisite con gli scanner CBCT permettono in seguito di realizzare modelli stereolitografici della mascella e della mandibola del paziente, nonché guide chirurgiche. Le guide chirurgiche assistono il clinico nell'allineamento degli impianti rispetto al piano mandibolare e mascellare in modo da assicurare il corretto orientamento e la precisa profondità dei fori che vengono praticati per contenere gli impianti stessi.
La realizzazione di impianti dentari è una metodologia non priva di rischi. La possibilità di ledere il nervo alveolare inferiore o penetrare nei seni mascellari, sono inconvenienti possibili. Come si è visto, grazie alla tecnologia CBCT, la probabilità di incorrere in questi danni è fortemente limitata. Autori di uno studio su un caso di lesione del nervo in seguito ad un impianto hanno evidenziato che, se fosse stata fatta una pianificazione tramite CBCT pre-intervento, il clinico avrebbe potuto optare per un impianto più corto o una zona diversa dove operare, risparmiando così al paziente le complicanze occorse. Inoltre, un'attenta analisi dell'esame cone beam può essere utile per evidenziare possibili patologie apicali nei pressi della zona di impianto che sconsiglierebbero la sua installazione prima del loro trattamento e della completa guarigione. Infatti, l'inserimento di un impianto vicino ad una zona di infezione avrebbe un'alta probabilità di una rapida crescita batterica nei pressi della radice dell'elemento protesico, fino a rischiare di andare incontro ad una perdita dello stesso.

### Diagnosi di alcune patologie
Le due malattie più comuni che colpiscono gli esseri umani sono la carie dentale e la malattia parodontale. La carie dentale è dovuta alla demineralizzazione del rivestimento di smalto esterno di un dente e solitamente della dentina interna. Piccole lesioni, che sono più suscettibili di terapia medicinale piuttosto che del trattamento odontoiatrico, sono difficili da individuare clinicamente o con radiografie dentali convenzionali. Uno studio ha dimostrato che immagini ricostruite trasversalmente realizzate tramite CBCT, grazie alla loro alta risoluzione spaziale, offrono uno strumento promettente per migliorare la rilevazione e il monitoraggio delle lesioni cariose prossimali.
La malattia parodontale, innescata da batteri che portano ad una risposta infiammatoria, comporta a lungo andare al riassorbimento dell'osso sottostante di supporto al dente. Le tradizionali radiografie, essendo esse proiezioni bidimensionali, in genere sottovalutano la portata di tale perdita di massa ossea. Le immagini CBCT offrono vantaggi significativi rispetto ad esse, grazie all'elevato dettaglio e alla tridimensionalità. Questo facilita la diagnosi di osteoporosi e la pianificazione del trattamento chirurgico.
Sebbene l'imaging cone beam non fornisca i valori di densità dei tessuti specifici, alcuni studi hanno riportato che l'analisi densitometrica del contenuto delle lesioni periapicali tramite CBCT possa essere utile per distinguere tra tessuto solido (come nel caso di tumori) e la presenza di fluido (come ad esempio nel caso di una cisti).
Anche ne caso di estrazione dei terzi molari inferiori, la CBCT può portare a benefici. Infatti, essi spesso giacciono in prossimità del nervo mandibolare che rischia di essere lesionato durante l'intervento, con conseguente perdita di sensibilità o intorpidimento. L'imaging CBCT può aiutare fornendo una visualizzazione multiplanare dei rapporti tra il dente e il nervo, consentendo un'estrazione con maggior sicurezza.
Vi sono, inoltre, una varietà di condizioni mediche meno comuni in cui la CBCT si dimostra molto utile: l'osteomielite è un'infezione dell'osso e che può essere ben dimostrata utilizzando questa tecnica. I pazienti con palatoschisi trattata possono trarre beneficio da una documentazione che fornisca immagini tridimensionali al fine di poter documentare con maggior accuratezza i rapporti anatomici intorno ai margini della fessura originale aiutando nella pianificazione dei successivi trattamenti odontoiatrici.
Talvolta la CBCT può essere utilizzata per studiare semplici eventi traumatici sui denti o sul massiccio facciale. Tuttavia, la tomografia computerizzata tradizionale rimane il gold standard per i casi più complessi.
In letteratura si trovano esempi di utilizzo della cone beam CT anche per la valutazione della struttura delle alte vie aeree nei pazienti con apnea ostruttiva del sonno o per valutare l'età dentale di un individuo.

## Utilizzo in radiologia interventistica
Un'apparecchiatura CBCT può essere montata su un arco C al fine di ottenere immagini in tempo reale di un paziente che si sottopone ad una procedura di radiologia interventistica. Questo elimina il tempo necessario per trasferire il paziente dalla sala angiografica verso la sala ove vi è lo scanner a tomografia computerizzata tradizionale. Le applicazioni cliniche della cone beam CT nella radiologia interventistica includono la pianificazione del trattamento, il posizionamento di un dispositivo o di un impianto e la valutazione dell'operato durante e al fine della procedura. La CBCT risulta utile come forma primaria e supplementare di imaging. Il suo utilizzo comporta ottimi risultati in aggiunta alla angiografia a sottrazione digitale e alla fluoroscopia, nel caso di studio dei tessuti molli e per la visualizzazione di strutture vascolari durante procedure complesse. L'uso della CBCT prima della fluoroscopia può potenzialmente ridurre l'esposizione alle radiazioni del paziente.

### Applicazioni cliniche
Vi sono diverse applicazioni cliniche della CBCT nella radiologia interventistica. Per il trattamento di patologie oncologiche, tale tecnologia può trovare impegno nella chemioembolizzazione per carcinoma epatocellulare in cui la CBCT con mezzo di contrasto è in grado di fornire una conferma sull'arteria corretta. Il mezzo contrasto a base di iodio aumenta il risalto del decorso dell'arteria selezionata e quindi rivela vi è un aumento della vascolarizzazione dovuta al tumore. Nel caso di iperplasia prostatica benigna, la CBCT può fornire il dettaglio dei tessuti molli necessario per poter visualizzare la vascolarizzazione arteriosa della prostata e quindi operare l'embolizzazione dell'arteria prostatica con maggior sicurezza. In questo caso la CBCT risulta superiore rispetto alla tecnica di sottrazione digitale a causa delle strutture pelviche sovrapposte e all'anatomia arteriosa variabile che consiglia il ricorso ad una metodica di imaging tridimensionale. La CBCT con contrasto migliora anche le procedure di prelievo venoso surrenale nel caso di adenoma, permettendo la visualizzazione migliore della perfusione della ghiandola surrenale al fine di confermare il corretto posizionamento del catetere per l'ottenimento di un campione soddisfacente.
Nel caso di un drenaggio chirurgico di un ascesso, la CBCT permette di confermare la posizione della punta dell'ago dopo che esso viene inserito sotto guida ecografica e confermare lo scarico iniettando il contrasto. Nella biopsia percutanea transtoracica per l'analisi di un nodulo polmonare, la CBCT può guidare il corretto posizionamento dell'ago, dimostrando una accuratezza diagnostica, una sensibilità e una specificità del 98,2%, 96,8% e 100%, rispettivamente.
La tomografia computerizzata cone beam è in grado di migliorare la visualizzazione di stent intracranici e extracranici, rispetto alla convenzionale tecnica di sottrazione digitale, fornendo una più accurata rappresentazione del rapporto degli stent alle strutture vicine (come le pareti vascolari e il lume dell'aneurisma). Viene, inoltre, utilizzata per la valutazione vascolare, ad esempio dopo il trattamento di una malformazione artero-venosa rilevando i piccoli infarti del tessuto che è stato "sacrificato" durante la procedura; tale tessuto appare come una piccola area di ritenzione del mezzo di contrasto. Infine, la CBCT, trova impiego negli interventi vascolari periferici, negli interventi biliari, alla colonna vertebrale e nella enterostomia.

### Limitazioni tecniche
Mentre la praticità della CBCT ha favorito la sua crescente diffusione nelle applicazioni di radiologia interventistica, alcune limitazioni tecniche ostacolano la sua integrazione nel campo. I due fattori più importanti che hanno influenzato il successo dell'integrazione sono la qualità delle immagini e il tempo (per il set up, per l'acquisizione delle immagini e per la loro ricostruzione). Rispetto alla tomografia computerizzata multistrato, la più ampia collimazione della CBCT può portare all'aumento della radiazione diffusa e quindi alla degradazione della qualità dell'immagine, come dimostrato dalla presenza di artefatti e una diminuzione del rapporto segnale/rumore. La risoluzione temporale dei rivelatori di ioduro di cesio nella CBCT rallenta il tempo di acquisizione dati da circa 5 a circa 20 secondi, aumentando di conseguenza gli artefatti da movimento. Il tempo necessario per la ricostruzione delle immagini richiede più tempo nella CBCT (circa 1 minuto) rispetto al tomografia multistrato (circa in tempo reale) a causa degli algoritmi di ricostruzione che richiedono esigenti calcoli computazionali.

## Utilizzo in diagnostica scheletrica

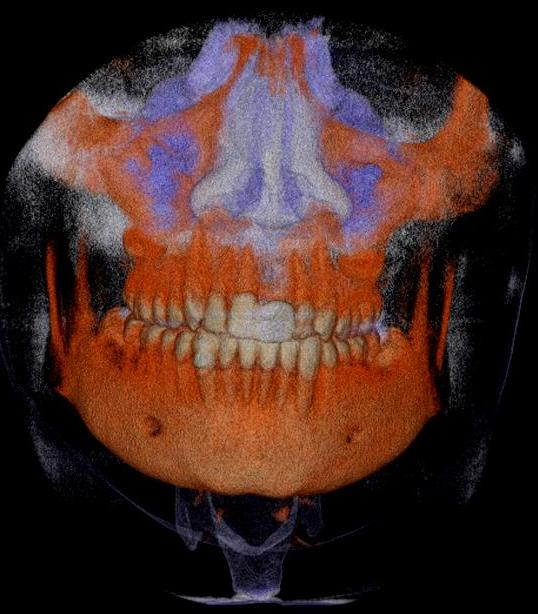
Rendering della superficie ossea del cranio realizzata tramite CBCT. Questa tecnologia può essere molto promettente nello studio di piccole articolazioni e di ossa piccole nel caso di situazioni particolari.

Fin dall'introduzione di larghi campi di vista, l'utilizzo della CBCT ha iniziato a spaziare al di fuori dello studio della regione dento-maxillo-facciale. Si è visto un crescente interesse per il ricorso a questa tecnica per lo studio dei seni paranasali e come sostituto della classica cefalometria per le misurazioni cefalometriche. Successivamente la CBCT è stata applicata con notevole successo nello studio delle strutture anatomiche dell'orecchio interno e per la valutazione postoperatoria per gli impianti cocleari. Questi risultati sono stati fin da subito incoraggianti, tuttavia il classico posizionamento del paziente in piedi ha reso l'applicazione della CBCT strettamente legata allo studio della testa del paziente.
Grazie all'utilizzo di apparecchiature dotate di gantry, in cui il paziente può essere posizionato in diversi modi, vi possono essere ulteriori applicazioni diagnostiche, come quella in ambito scheletrico. La CBCT, in questo modo, può trovare impiego nello studio delle ossa della mano e dell'avambraccio, nonché nelle articolazioni del gomito e del polso. Negli arti inferiori ha indicazione per lo studio del piede e delle articolazioni di ginocchio e caviglia. Per quanto riguarda il rachide cervicale, la cone beam CT può trovare applicazione nello studio della patologia degenerativa e nei traumi, in particolare a quelli che riguardano il dente dell'epistrofeo: la diagnosi della frattura del dente è particolarmente difficile, sia perché i suoi segni clinici sono altamente non specifici, sia perché risulta difficoltoso rilevarla tramite tecniche radiografiche tradizionali per via delle numerose sovrapposizioni anatomiche, rendendosi pertanto spesso necessario il ricorso ad altre metodiche radiologiche. La tomografia computerizzata è pertanto il metodo consigliato per evitare il più possibile errori nella diagnosi, tuttavia, poiché il numero di casi positivi è comunque ristretto, riteniamo che l'adozione di un esame CBCT invece che una TC spirale multistrato, possa fornire uguale risultato diagnostico fronte di una notevole mino esposizione alle radiazioni ionizzanti, in un distretto anatomico particolarmente sensibile.
La CBCT risulta molto utile anche nel caso si debbano effettuare degli esami scheletrici su pazienti portatori di protesi chirurgiche, chiodi ortopedici o quant'altro possa essere fonte di artefatti metallici. Infatti, a differenza della tomografia computerizzata tradizionale, la CBCT risente meno da questo tipo di disturbo.

## Utilizzo nella radioterapia immagine guidata
Affinché il trattamento radioterapico abbia il miglior risultato con il minimo danno per il paziente, è fondamentale che ad ogni seduta il paziente sia posizionato correttamente in funzione del fascio radiante. La radioterapia immagine guidata (Image-Guided Radiotherapy - IGRT) utilizza tecniche di imaging biomedico (come l'ecografia, al risonanza magnetica, la radiografia o la CBCT) affinché la dose di radiazioni venga somministrata nella porzione di tessuto voluta, indipendentemente dai cambiamenti nell'anatomia del paziente o del suo posizionamento durante il trattamento.
Molte apparecchiature per radioterapia, costituite da un acceleratore lineare, sono pertanto dotate anche di un sistema CBCT che permette efficacemente di ottenere immagini aggiornate e tridimensionali del paziente, immediatamente prima dell'esposizione al raggio radioterapico, per verificare la sua corretta posizione e, in caso, apportare gli eventuali aggiustamenti in tempo reale. In particolare, si sono dimostrati dei buoni risultati nel trattamento del tumore della prostata, del polmone e Tumori della testa e del collo.

## I rischi della tecnologia CBCT
Le dosi di radiazioni ionizzanti somministrate dalla CBCT sono generalmente 5-20 volte più basse, a parità di volume irradiato, rispetto agli altri esami realizzati tramite tomografia computerizzata tradizionale, tuttavia sono maggiori per gli esami dentali ottenuti con le radiografie planari, infatti le scansioni CBCT espongono i pazienti a quantità di radiazioni di molto superiori a quelli di una radiografia digitale 2D.
| Tipo di esame dentale                     | Dose efficace (µSv) |
| ----------------------------------------- | ------------------- |
| Esame radiografico dentale intraorale     | 1 - 8               |
| Esame panoramico dentale                  | 4 - 30              |
| Esame CBCT piccoli volumi dento alveolari | 34 - 652            |
| Esame CBCT grandi volumi cranio facciali  | 30 - 1079           |

L'utilizzo della CBCT non è stato ancora ben regolamentato negli Stati Uniti: il gold standard sarebbe quello di utilizzare un campo di vista (field of view) il più piccolo possibile, la dimensione del voxel più piccola, la più bassa impostazione dei mA e il tempo di esposizione più breve, in combinazione con una modalità di acquisizione ad esposizione pulsata. È stato suggerito di mantenere un registro per ogni paziente ove indicare le esposizioni alle radiazioni ricevute nel corso della vita, in modo da ponderare rischi e benefici per future prescrizioni. I rischi sono più alti per i bambini e i ragazzi, che hanno una prospettiva di vita più lunga e le cellule si moltiplicano più velocemente e quindi sono più soggetti a sviluppare mutazioni genetiche, secondo la legge di Bergonie e Tribondeau. Si raccomanda pertanto che i bambini o gli adolescenti ricevano il minimo di esposizioni possibili secondo prescrizione medica.
In Italia al fine di evitare la possibilità di esecuzione di esami inappropriati o non ottimizzati, sono state pubblicate le Raccomandazioni Ministeriali per l'impiego corretto delle apparecchiature TC volumetriche “Cone beam (CBCT)” e le "Linee guida nazionali per la diagnostica radiologica odontoiatrica in età evolutiva".
Nel dicembre 2023 è stato pubblicato in Gazzetta Ufficiale n. 295 il “Decreto 3 novembre 2023” del Ministero della Salute: “Determinazione dei dati che gli esercenti provvedono a trasmettere alla regione o alla provincia autonoma di competenza per la valutazione dell'entita' e la variabilita' delle esposizioni a radiazioni ionizzanti a scopo medico della popolazione residente”, con il quale il Ministro della salute definisce i parametri di trasmissione dei dati dosimetrici di tutte le esposizioni radiografiche effettuate alle Regioni, secondo quanto stabilito dall’articolo 168, commi 3 e 4, del Decreto Legislativo n.101 del 2020.

## Utilizzo nell'industria
La cone beam CT è una tecnologia, relativamente, nuova che viene utilizzata nell'industria per il controllo non distruttivo. Grazie alla sua capacità di generare immagini tridimensionali, ha sostituito i test mediante radiografia planare per la visualizzazione delle strutture interne ed esterne di componenti elettronici, imballaggi e tecnologie di interconnessione.